# Deuteraphorura spipolae
Deuteraphorura spipolae is een springstaartensoort uit de familie van de Onychiuridae. De wetenschappelijke naam van de soort is voor het eerst geldig gepubliceerd in 1949 door Massera.